# Prochalia
Prochalia is een geslacht van vlinders uit de familie van de zakjesdragers (Psychidae). De wetenschappelijke naam van dit geslacht is voor het eerst voorgesteld door William Barnes en James Halliday McDunnough in een publicatie uit 1913.
Dit geslacht is monotypisch, dat wil zeggen dat het maar één soort heeft namelijk Prochalia pygmaea Barnes & McDunnough, 1913 die in de Verenigde Staten voorkomt.